# Albina Africano
Albina Faria de Assis Pereira Africano (3 de junio de 1945, Luanda, Angola Portuguesa) es una química y política angoleña.

## Biografía

### Formación
Albina nació en 1945, en Luanda, la capital de la Colonia portuguesa de Angola. Terminó sus Estudios en el Instituto Industrial en la capital colonial.
En 1972, Angola alcanzó su Independencia, y Africano en Luanda dio comienzo a sus estudios. Completó su licenciatura en ciencias químicas por la Universidad Agostinho Neto, en 1982. Después de ese estudio, se decidió a seguir Ciencias de la producción de petróleo, para especializarse. Se asienta en Amberes (1984), luego al Instituto de Ciencias de Petróleo en Francia (1987), un periodo de Prácticas de Lindsey en el Reino Unido (1988) y el College of Pretroleum and Energy Studies, Oxford (1989).

### Carrera profesional
Además de su formación académica y su especialización, Africano trabajó en varias posiciones del Estado de Angola. Después de sus estudios trabajó como profesora (1968-1975), hasta 1983, que se celebró la independencia de Angola, con la gestión del Laboratorio Nacional para el análisis químico.

Luego se cambió a la producción de aceite de Fina-Angola, donde trabajó como química durante dos años antes de ser ascendida a Jefa de Departamento en la refinería de Fina en Angola (1985-1991). Desde agosto de 1991 a diciembre de 1992 Presidenta del Consejo de Administración de la productora petrolera estatal Sonangol. En diciembre de 1992, se trasladó al gobierno de Angola, donde dirigió el Departamento de asuntos de petróleo de 1999 a 2000 como Ministra de Industria

Desde entonces, es asesora especial del presidente para asuntos regionales. En la actualidad, es presidenta del Banco de Alimentos de Angola.
Albina es una de las líderes africanas más respetadas y consideradas por su gran experiencia de haber supervisado la tremenda expansión del sector petrolero. Chevron, Elf Aquitaine, BP y Exxon eran atraídas por el potencial de exploración de petróleo en Angola. La tecnócrata del MPLA, Albina Assis, no es directamnte responsable de la falta de transparencia en el sector petrolero de Angola.

### Premios
En 2015, recibió el Premio Mello Feminina - un premio a mujeres portuguesas por sus logros sobresalientes El premio es otorgado por la portuguesa Matriz Portuguesa .